# Greetings
Pour plus de détails, voir Fiche technique et Distribution.
Greetings est une comédie américaine réalisée par Brian De Palma, sortie en 1968. Le film met en scène l'obligation militaire pour les jeunes hommes de participer à la guerre du Viêt Nam. Il a reçu l'Ours d'argent à la Berlinale 1969.

## Synopsis
À la télévision, le président Lyndon B. Johnson justifie l'engagement américain au Viêt Nam. Paul et ses deux amis, Jon et Lloyd, passent des heures à chercher tous les moyens de se faire réformer. Chacun utilise finalement une méthode différente pour s'en sortir devant le recruteur : Jon essaie ainsi de se faire passer pour un patriote extrémiste et incontrôlable.
En attendant les résultats de leurs prestations, chacun retourne à ses obsessions. Paul teste les rencontres amoureuses « par ordinateur » et se retrouve en fait face à toutes sortes de déséquilibrées. Lloyd, lui, a une idée fixe : découvrir la vérité sur l'assassinat de Kennedy.

## Fiche technique
Sauf indication contraire, les informations mentionnées dans cette section peuvent être confirmées par la base de données cinématographiques IMDb,  présente dans la section « Liens externes ».
- Titre original : Greetings
- Réalisation : Brian De Palma
- Scénario : Brian De Palma et Charles Hirsch
- Musique : Eric Kaz, J. Stephen Soles et Artie Traum
- Directeur de la photographie : Robert Fiore
- Montage : Brian De Palma
- Producteur : Charles Hirsch
- Société de production : West End Films
- Distribution : Sigma III Corp. Carlotta Films (réédition)
- Budget : 43 000 $
- Pays de production : États-Unis
- Langue originale : anglais
- Format : Eastmancolor - 1.85:1 - 35 mm - Son : mono
- Genre : comédie noire
- Durée : 88 minutes
- Dates de sortie :
  - New York : 15 décembre 1968 Classement X à sa sortie. Quelques images à caractère sexuel ont été retirées afin d'obtenir le label R[1].
  - Allemagne de l'Ouest  : juin 1969 (Festival de Berlin)

## Distribution
- Jonathan Warden : Paul Shaw
- Robert De Niro (VF : Damien Gillard) : Jon Rubin
- Gerrit Graham : Lloyd Clay
- Richard Hamilton : l'artiste pop
- Megan McCormick : Marina
- Tina Hirsch : Tina (créditée comme Bettina Kugel)
- Jane Lee Salmons : mannequin
- Ashley Oliver : secrétaire du Bronx
- Melvin Marguiles : vendeur du journal Rat
- Peter Maloney : Earl Roberts
- Allen Garfield : Smut Peddler
- Brian De Palma : l'homme fumant devant le bureau de recrutement de l'armée (caméo non crédité)

## Production
Brian De Palma souhaite faire un film sur les obsessions des gens de sa génération à l'époque :

« Le film reflète ce qui nous obsédait dans les années soixante : les filles – on était en pleine révolution sexuelle ; l'appel – tout le monde cherchait à se faire réformer pour ne pas aller au Vietnam ; et bien sûr l'assassinat de John Kennedy. J'y ai ajouté mon obsession pour le voyeurisme qu'incarnait le personnage joué par De Niro. »

— Brian De Palma

## Distinction
- Festival de Berlin 1969 : Ours d'argent[4]

## Accueil
Greetings est un succès : tourné pour 43 000 dollars, il en rapporte plus d'un million. Le film a su capter « l'air du temps » de la période qui suit l'assassinat de Kennedy, l'angoisse liée à la guerre du Viêt Nam, en les restituant sous une forme plus légère et comique. Ce succès permet la sortie en salles de The Wedding Party, le premier film de Brian De Palma tourné en 1964 mais jusqu'alors inédit.

## Éditions en vidéo
Greetings sort en France en DVD le 4 juin 2008.